# Pit stop

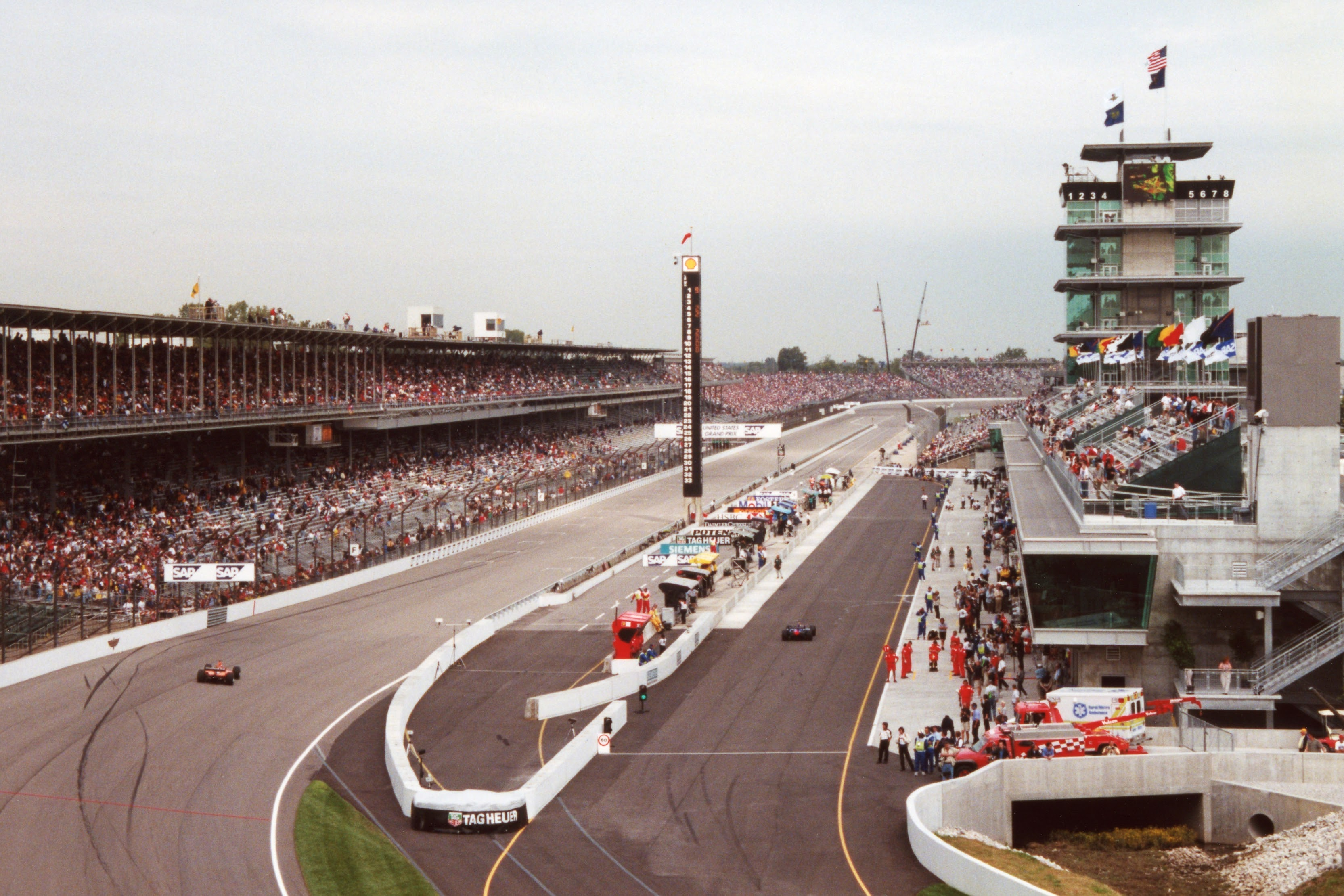
Los boxes de Fórmula 1 de Indianapolis Motor Speedway, y los talleres adyacentes al circuito oval.

Pit stop es la denominación en lengua inglesa de lo que en español tradicionalmente se ha conocido como parada en boxes, término utilizado en las carreras de motor para aludir a la parada que hace un vehículo durante la competición para repostar, cambiar los neumáticos, hacer reparaciones o ajustes mecánicos o cambiar el conductor. La calle de boxes (pit lane) es la pista asfaltada que conecta el circuito con el pit stop, y que normalmente transcurre en paralelo a la recta final e inicial del circuito. 
En el pit stop pueden estar trabajando un número variable de entre 5 y 20 mecánicos, dependiendo del tipo de carrera, mientras que el conductor permanece esperando dentro del vehículo (salvo que precisamente se proceda al cambio de conductor).
Las paradas en el pit stop permiten a los coches llevar menos combustible y utilizar neumáticos de menor duración, lo que a su vez les permite mejorar el rendimiento en carrera. Los equipos normalmente planean un número de paradas determinado para cada carrera, en función de las características del vehículo, capacidad de combustible, consumo, vida útil de los neumáticos y un estudio comparativo entre el tiempo que pierde el vehículo en cada parada y el tiempo que se gana por la mayor eficiencia del vehículo en pista.

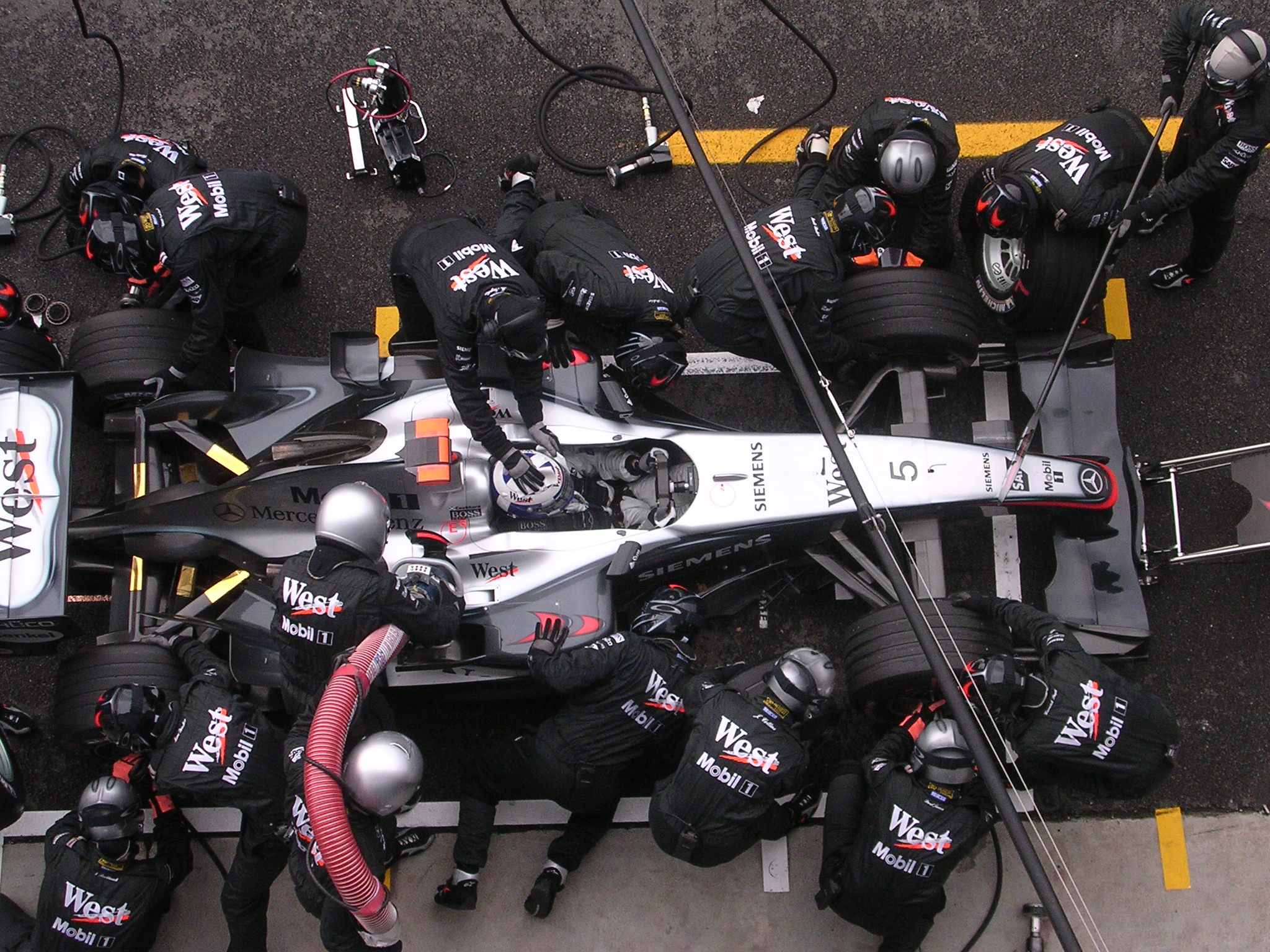
Pit stop en Monza, 2004.

Los pit (o boxes) normalmente se sitúan en un tramo de pista paralelo a la pista de carreras, cerca de la línea de salida. Allí se disponen un número de talleres mecánicos -normalmente, uno para cada equipo en competición- en los que se realizan las operaciones técnicas requeridas durante el curso normal de la carrera. Esta tarea se encomienda a un equipo técnico de alrededor de veinte personas –llamado pit crew– que actúa rápidamente mientras el piloto permanece en el vehículo. En las competiciones estadounidenses racing, la calle de boxes consiste en cierto número de puestos fijos separados del circuito por un muro de hormigón; mientras que en las competiciones de tipo europeo –como la Fórmula 1– los talleres mecánicos no están separados de la pista por carretera alguna, y las reparaciones se realizan en el espacio directamente inmediato a la salida del taller. 
Las paradas técnicas tienen una gran importancia en el curso de la carrera, y la mayoría de equipos suele diseñar una estrategia técnica específica para cada circuito. Así, un vehículo puede iniciar la carrera con menos combustible –lo que le hará ser más ligero y más rápido– o escoger neumáticos de diferentes durezas según las condiciones de la pista. Las paradas tienen un gran valor estratégico, en tanto que el tiempo invertido en estas intervenciones de mantenimiento pueden significar una gran diferencia en el orden de carrera. Los equipos de carreras, conscientes de ello, planean con antelación una estrategia de paradas en boxes, que vienen determinadas por la capacidad del depósito de combustible del vehículo, el desgaste de neumáticos y la inversión de tiempo que pueden llevar estas operaciones. La optimización de esta estrategia de pit, el número de paradas y el momento en que se hacen tienen un valor crucial en el resultado de la carrera. Las paradas de reparaciones, que suelen suponer una mayor inversión de tiempo, se convierten por tanto en factores esenciales para el éxito de un piloto, en tanto que los demás vehículos en pista pueden adquirir una ventaja significativa mientras un vehículo se detiene para realizar estas intervenciones de mantenimiento.

## Estrategia
En cualquier tipo de carrera que permita paradas en boxes, la estrategia definida por cada equipo es una de las bazas más influyentes en el resultado final. Considerando que durante una carrera los vehículos pueden alcanzar una velocidad media de 160 km/h (el equivalente a 45 m/s), una parada técnica de 10 segundos puede significar una ventaja de un kilómetro y medio para cualquier vehículo perseguidor. Sin embargo, el tiempo invertido en la parada en boxes puede redundar a favor del piloto: al transportar una cantidad menor de combustible, su vehículo se desplazará más rápidamente, y al sufrir un menor desgaste en los neumáticos mejorará su tracción, alcanzando mayor velocidad en las curvas. En la categoría racing, en las que está permitido utilizar diferentes tipos de neumáticos compuestos, los equipos pueden decidirse a favor de una goma más blanda –que ofrecerá mayor tracción, pero menos velocidad– o gomas duras, que proporcionan mayor velocidad en detrimento del agarre. Por otra parte, un vehículo que no realice las paradas necesarias sufrirá un excesivo desgaste en los neumáticos que podría afectar negativamente a la conducción del piloto.
Por estos motivos, los equipos de carreras planean una estrategia específica para cada circuito en el que van a participar. En esta estrategia se valoran no solo los mejores momentos para realizar estas paradas, sino las intervenciones que se realizarán en cada una de ellas. Especialmente durante carreras de resistencia –como las 24 Horas de Le Mans– la planificación se calcula minuciosamente atendiendo a las condiciones variables de desgaste de la carrera, el estado del vehículo y el del piloto. Por otra parte, estos planes están abiertos a modificaciones planteadas por el desarrollo de la carrera, en función de la relación entre el tiempo invertido en la parada en boxes y la ventaja hipotética que las intervenciones practicadas pueden ofrecer sobre los rivales en pista. Del mismo modo, los equipos adoptarán medidas consecuentes a las condiciones variables del circuito durante la carrera –como, por ejemplo, un cambio climatológico–. Por otra parte los equipos pueden aprovechar cualquier eventualidad surgida durante la carrera –como un incidente que justifique una temporal prohibición de adelantar– para realizar sus paradas técnicas sin perjuicio de su posición en carrera. De cualquier modo, incluso cuando un equipo decide emplear el tiempo de suspensión temporal de carrera para realizar una parada en boxes se deben valorar las ventajas de alterar el plan preestablecido: en esas condiciones, los vehículos se mueven a una velocidad menor de lo normal que redunda en un desgaste menor de neumático y un reducido consumo de combustible. Dependiendo de las circunstancias, puede ser que un equipo decida continuar en pista, para aprovechar que el menor desgaste le otorgue una ventaja relativa sobre otro rival en pista. En los circuitos conocidos por propiciar estas suspensiones temporales de carrera, los equipos pueden incluso trazar su plan de paradas en boxes en función de su cálculo previo, utilizando un enfoque mecánico de suspensión y aerodinámica que les permita plantear una carrera a base de "sprints cortos" en lugar de un planteamiento normal de carrera sin pausas para lograr una ventaja táctica.

## Intervenciones
Durante una parada en boxes, la pit crew realiza diversas operaciones de mantenimiento de la manera más rápida posible. Los cambios más notables son el repostaje y el cambio de neumáticos, aunque también pueden realizarse otras intervenciones que van desde una modificación mecánica del vehículo al suministro de provisiones para el piloto. Otros servicios realizados pueden ser la retirada de desechos de las tomas de aire, limpieza de los deflectores de aire, ajustes de presión y suspensión en los neumáticos, y modificaciones destinadas a mejorar la aerodinámica del vehículo. En carreras de resistencia, los cambios de piloto y de pastillas de freno también se consideran rutinarias como parte del plan estratégico de paradas en boxes.
Una parada en boxes no planificada puede incluir otros servicios, normalmente derivados de problemas mecánicos concretos en el vehículo. Estas paradas suelen llevar más tiempo, debido a la necesaria evaluación de daños previa a cualquier intervención.

## Paradas en boxes en Fórmula 1

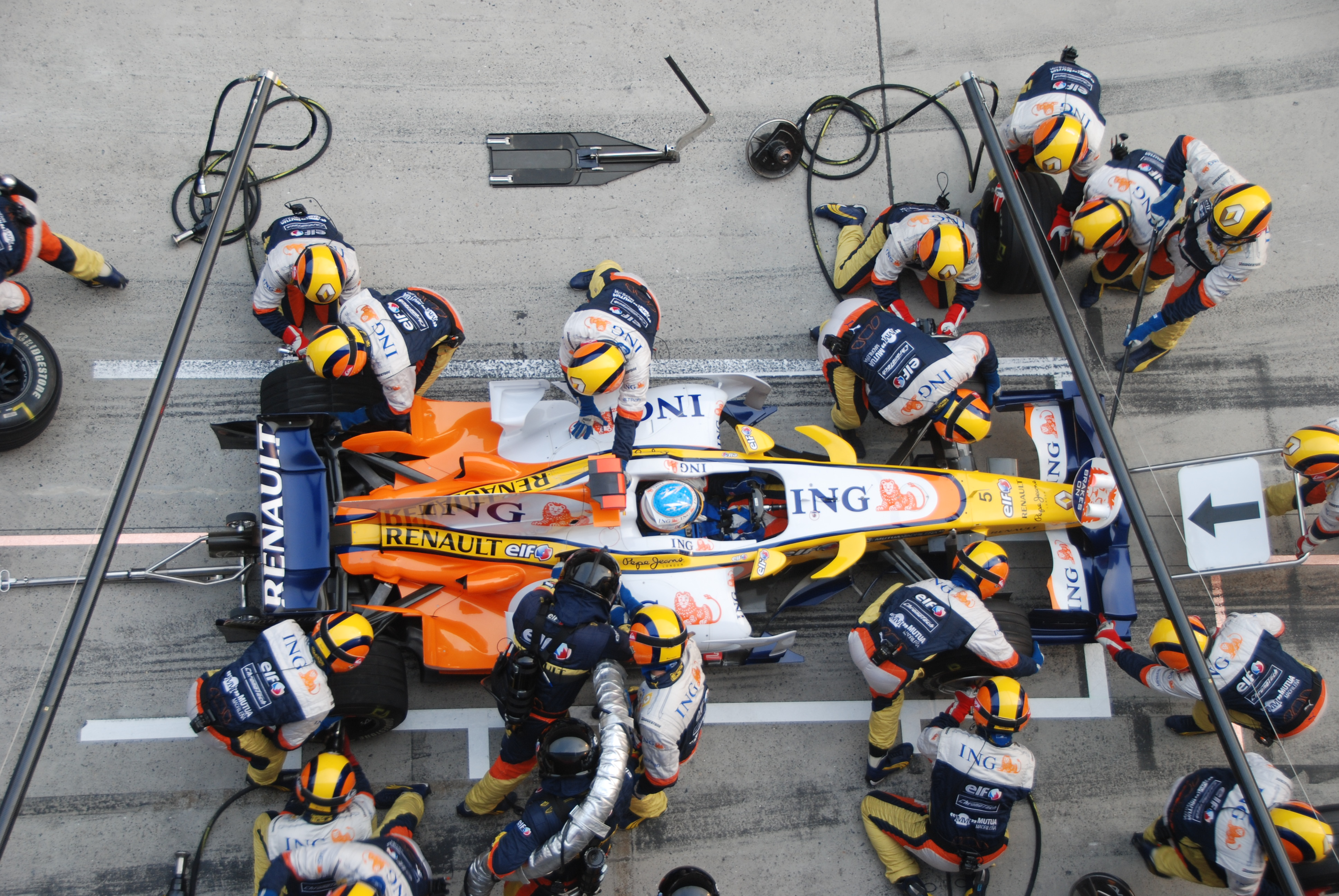
El equipo mecánico del Renault en Fórmula 1 de Fernando Alonso en acción durante el Gran Premio de China de 2008.

En Fórmula 1, los vehículos suelen realizar paradas en boxes para repostar y cambiar neumáticos, aunque durante la temporada de 2005 se prohibió el cambio de neumáticos durante la carrera. Los equipos suelen hacer ajustes menores en los alerones delanteros y traseros, y en ocasiones se reemplazan la pieza delantera del morro del vehículo. La estrategia típica de paradas en boxes varía entre una y tres paradas en boxes, dependiendo del circuito. El tiempo que el vehículo pasa entre una parada y otra suele llamarse en inglés stints (en español, "rachas" o "turnos"). 
Cuando un vehículo está dando la última vuelta antes de su parada en boxes, el personal mecánico de su equipo va preparando los nuevos neumáticos y cualquier material necesario para la inminente intervención. Los técnicos de combustible y neumáticos ocupan posiciones precisas sobre el área donde el vehículo se detendrá finalmente, con la sola excepción del técnico de cola, que por motivos obvios solo ocupa su lugar cuando el vehículo ya ha frenado. 
Una parada en boxes implica el trabajo simultáneo de veinte personas, y su objetivo principal es realizar las operaciones designadas en el menor tiempo posible. Su duración varía entre los seis y los doce segundos –este lapso depende principalmente de la cantidad de combustible inyectada en el depósito–, aunque si se produce algún error como un fallo del equipo de bombeo de combustible o el sistema de arranque del motor puede llevar mucho más tiempo. El combustible entra en el depósito a una tasa de 12 litros por segundo, gracias a un complejo sistema que extrae el aire del depósito vacío al tiempo que inyecta combustible.
Dado que esta operación reviste cierto riesgo, todo el equipo mecánico está provisto de uniformes de protección y guantes ignífugos, ropa interior larga, balaclava, calcetines y calzado especial, ajustado a las especificaciones fijadas por el reglamento de la FIA.
Un detalle peculiar de esta categoría de competición es que en Fórmula 1 el reglamento solo permite mantener un equipo mecánico en pista, por lo que los vehículos de un equipo deben turnarse en el uso de las instalaciones técnicas. La mayoría de competiciones, en cambio, disponen un puesto técnico por cada vehículo, por lo que todos los vehículos de un mismo equipo pueden ser intervenidos simultáneamente.
Desde 2010, los coches salen a la carrera con el depósito lleno de combustible para acabar la carrera, con lo cual las paradas en boxes se realizan solo para cambiar neumáticos. Las paradas más rápidas en un Gran Premio se realizan entre 2 y 2,5 segundos, bajando en rara ocasión  los dos segundos. Actualmente, el récord del tiempo más rápido es de 1 segundo con 80 centésimas, realizado por la escudería McLaren en el Gran Premio de Catar de 2023.

### Personal técnico en Fórmula 1

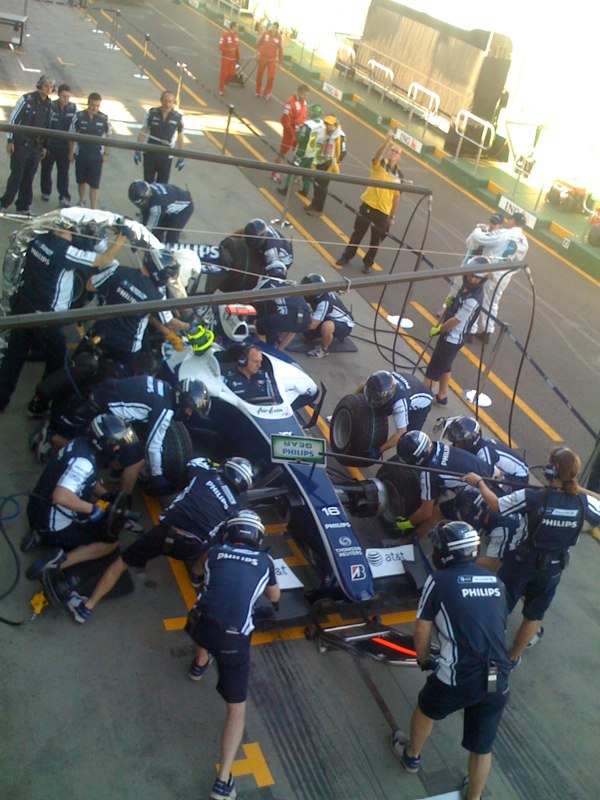
El equipo técnico de Williams F1 practicando una parada en boxes.

- El "Lollipop Man" (en esp., "hombre de la piruleta") es el encargado de comunicar al piloto el progreso de las operaciones técnicas en curso. Con la ayuda de la señal circular de mango alargado de la que procede su nombre, indica al piloto el lugar exacto donde debe detener el vehículo. A continuación la sostiene a la vista del piloto, indicándole cuando deber pisar el freno (mientras se realiza el cambio de neumáticos) y cuándo debe mantener el vehículo en primera marcha (mientras se retiran los gatos). Cuando todas las operaciones se han concluido satisfactoriamente y la calle de boxes está despejada, levanta la señal para indicar al piloto que abandone la zona de boxes. Actualmente este hombre ha sido sustituido por un semáforo o señal luminosa.
- Los cuatro "técnicos de neumáticos" se disponen alrededor del vehículo. Cuando este se detiene tienen como único cometido emplear una llave neumática para retirar el seguro de las ruedas, que vuelven a ajustar cuando éstas se han reemplazado.
- Hay ocho técnicos encargados específicamente del cambio de neumáticos. Situados por parejas, deben retirar rápidamente la goma usada por una nueva. Los técnicos situados en la parte delantera del vehículo también se encargan de ajustar el alerón delantero durante la parada.
- Los jack men son dos técnicos encargados de utilizar gatos para levantar el vehículo y permitir el cambio de neumáticos. El trabajo del "jack man" delantero es más arriesgado, en tanto que debe situarse delante del vehículo antes de que este termine de detenerse. Por el contrario, el técnico de gato de la parte trasera es el último en ocupar su posición alrededor del vehículo, una vez se ha detenido en el área de operación.
- Normalmente, el técnico de extinción de incendios no suele intervenir, aunque supervisa, extintor en mano, que la operación de repostaje se desarrolle de un modo normal. Este puesto se convirtió en común después de un incendio ocurrido en 1994 durante una parada en boxes de Jos Verstappen.
- Hay también dos hombres que aguantan el monoplaza lateralmente, a veces usando gatos, para estabilizarlo y que no se desequilibre mientras está levantado o si hay que cambiar el alerón delantero.
- El starter man ("arrancador", en español) tampoco suele actuar. Simplemente permanece cerca del vehículo, preparado para utilizar un arrancador eléctrico por si el piloto cala el motor durante la parada.
- Anteriormente existía el técnico de combustible ("fuel man", en inglés), encargado retirar el tapón del depósito de combustible y mantener en su sitio la mangera de alta presión que inyecta combustible en el motor. Dado el peso de la misma, no es raro que otros técnicos le apoyen en ese cometido. Estos técnicos han desaparecido en la actualidad debido al cambio de normativa y la prohibición de repostar en los pit stop por seguridad, deben hacerlo en el interior del garaje.

## Paradas en boxes en competiciones tipo NASCAR

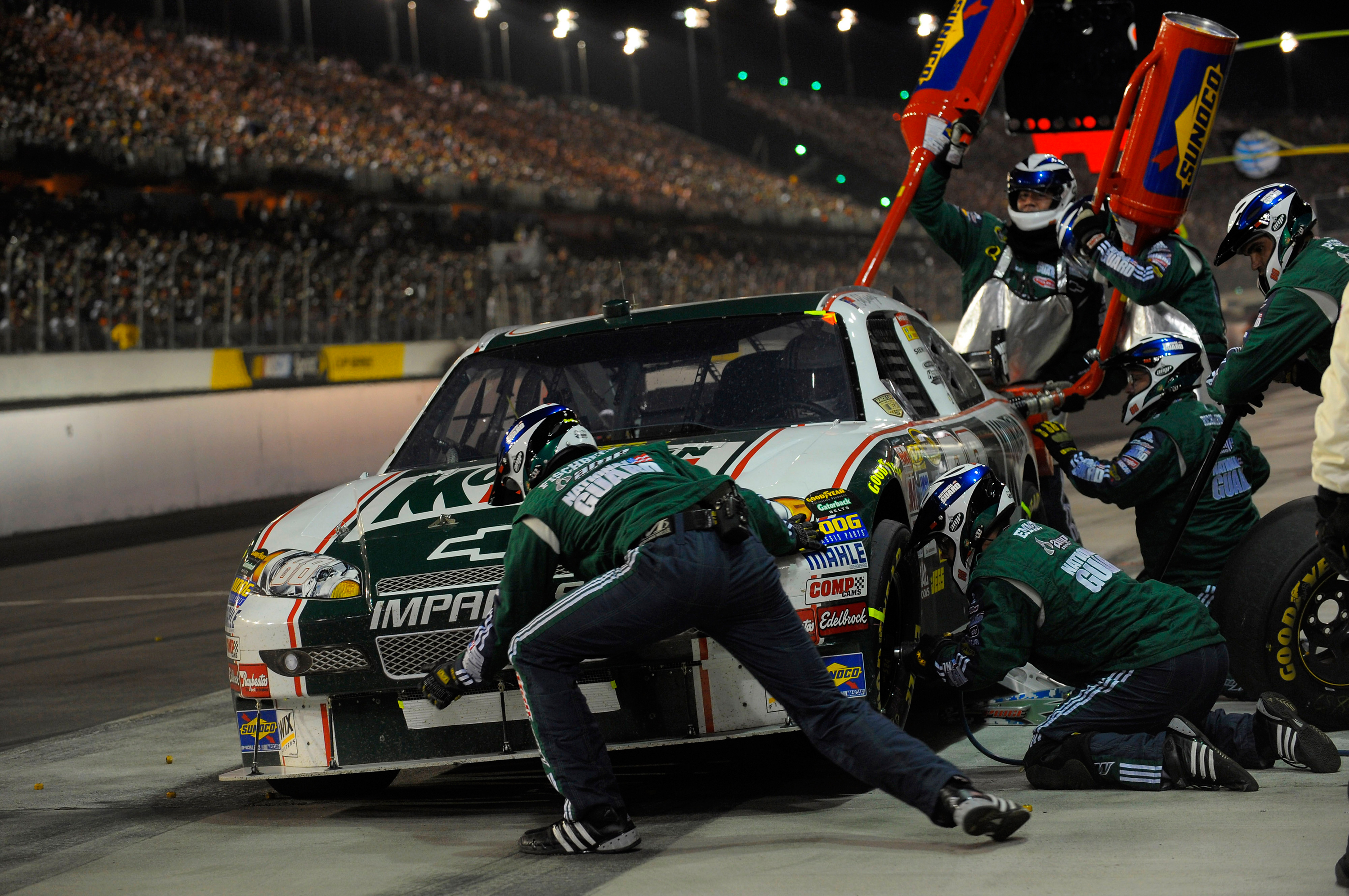
El personal técnico del equipo Hendrick Motorsports, del piloto Dale Earnhardt, Jr., en acción durante la carrera de Darlington Raceway, de la Copa NASCAR, en mayo de 2008.

El personal técnico de un equipo se solía componer de mecánicos especializados en el vehículo de competición, pero la mayoría de equipos han ido incorporando a personas con formación técnica o experiencia de competición en sus equipos de boxes. Así, por ejemplo, el exjugador de la NFL Tim Goad -actualmente jackman- está considerado como uno de los pioneros en este campo que no procedían exclusivamente del mundo de la mecánica. Sin embargo, el personal de boxes colabora con el equipo mecánico en el diseño y la fabricación de piezas del vehículo de competición mientras ensayan las paradas técnicas durante los fines de semana.
El jefe de personal es la persona responsable en el área de boxes, selecciona a los miembros de su equipo, coordina la organización del mismo y planea los entrenamientos a realizar. Las normas de competición NASCAR estipulan que no más de siete personas pueden intervenir en las operaciones en boxes. Las herramientas están limitadas a dos llaves inglesas de impacto, un gato hidráulico y dos contenedores de combustible. Se admite el uso de otras herramientas, pero las operaciones de más envergadura deben realizarse en el área de talleres. En competiciones tipo Camping World Truck Series, solo se permite a cinco personas operar sobre el vehículo, y se prohíbe cambiar neumáticos y repostar en una misma parada.
Los equipos pueden ser penalizados si el vehículo es intervenido fuera de la zona designada para ello, si el coche pasa por encima de una bomba neumática, o si alguno de los neumáticos reemplazados no quedan del lado del muro -normalmente, a la izquierda del piloto- después de que éste abandone la zona de boxes. Una parada técnica para cambiar los cuatro neumáticos y repostar suele llevar unos 12-16 segundos en la Copa NASCAR, donde dos mecánicos deben cambiar dos ruedas de cinco tuercas cada uno. Si un coche se cala, el equipo está autorizado a utilizar un arranque automático, pero el vehículo no puede ser empujado más allá de tres puestos de pit ni más allá del paddle man que se encuentra al final del tramo de boxes.
Las estrategias de boxes de los equipos que compiten en NASCAR Sprint Cup Series varían enormemente entre circuitos. En carreras normales se suelen realizar alrededor de dos o tres paradas, mientras que en competiciones en circuitos ovales normalmente se efectúan entre cuatro y seis. Teóricamente, las carreras celebradas en circuitos cortos –como el Bristol Motor Speedway o el Martinsville Speedway– son lo bastante breves como para que dos paradas sean suficientes, pero los equipos suelen programar alguna parada extra para compensar el desgaste de neumáticos y la pérdida de tracción en las curvas.

### Personal técnico en competiciones NASCAR
- El jackman es el responsable de elevar el vehículo con ayuda de un gato hidráulico para que se proceda al cambio de neumáticos. También se encarga de retirar la rueda delantera derecha después de que el técnico de neumáticos delanteros haya aflojado el cierre. También suele encargarse de indicar al piloto el momento en el que puede abandonar el área de boxes después del cambio de neumáticos.
- Los dos técnicos de ruedas retiran los seguros de las llantas –cuando no lo hace el mismo jackman– y aseguran los neumáticos nuevos una vez han sido colocados. Los técnicos se encargan de los dos neumáticos traseros y delanteros, respectivamente. En competiciones tipo NASCAR, los neumáticos van asegurados con cinco cierres, en vez del cierre único común en Fórmula 1. Varios jackmen suelen supervisar desde atrás que los técnicos de rueda cierren correctamente cada ajuste.
- El gas man es el responsable de llenar el depósito del vehículo con una lata de combustible especial. Si termina su operación con tiempo de sobra, también suele ayudar en las operaciones de retirado de neumáticos usados, una vez se han aflojado los cierres que los mantienen firmes en su sitio.
- El catch can man se encarga de recoger el combustible vertido durante el repostaje, y sostiene una segunda lata de combustible mientras el gas man llena el depósito. Este técnico también suele participar en los reajustes que se efectúan sobre el eje delantero mientras el vehículo está detenido en boxes. El dispositivo de repostaje utilizado evita que algún resto de combustible pase a la rejilla de ventilación, donde podría inflamarse. Cuando el catch can man observa que su lata ya desborda, avisa al técnico de combustible de que el depósito está lleno y el repostaje puede considerarse realizado.
- Los dos tire carriers se encargan de desplazar los neumáticos desde el muro de boxes al área de operaciones. Deben asimismo encargarse de que los neumáticos usados sean devueltos a la zona de muro después de ser retirados. El manipulador situado en la parte delantera del vehículo también debe retirar el guardabarros delantero si es necesaria su sustitución. También debe vigilar la limpieza de la parrilla durante los ajustes en boxes, que puede acumular desperdicios debido a las altas temperaturas del motor. Por último, este técnico puede ser el responsable de realizar los ajustes necesarios sobre el eje de tracción delantero, siempre que no lo haga el catch can man.
- El octavo hombre o apoyo accede a este lado del muro durante la segunda mitad de la carrera. Puede limpiar el parabrisas, y proveer al piloto de agua o avituallamiento, pero no está autorizado a participar en ninguna intervención sobre el vehículo.

## Paradas en boxes en competiciones tipo Indy Racing League

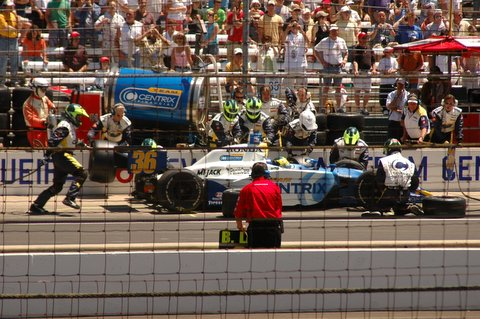
El bólido de Bruno Junqueira, atendido durante la carrera de las 500 millas de Indianápolis de 2008.

En la categoría Indy Racing League, las paradas en boxes son operaciones más complejas que las realizadas en NASCAR, pero no tanto como las de Fórmula 1. Las reglas permiten que seis mecánicos accedan al área de intervención durante la parada técnica. Las reglas aplicables ahí son herencia del reglamento del Campeonato Nacional del USAC
Durante una parada rutinaria, los neumáticos nuevos son dispuestos a un lado, y tres de los cuatro técnicos de cambio de ruedas se sitúan en posiciones específicas antes de que el vehículo se detenga en el lugar conveniente. El cuarto técnico de ruedas, responsable del neumático delantero más alejado del muro de boxes, solo se sitúa en posición una vez que el vehículo está detenido, debido a una regla que impide que el vehículo pase por encima del dispositivo elevador utilizado para facilitar el cambio de gomas.
Una vez detenido el vehículo, el primer paso siguiente a la llegada del cuarto técnico de ruedas a su puesto es la inserción de "mango de ventilación" en su correspondiente conector del motor. Este dispositivo extrae todo el aire que quede en el depósito, absorbe los restos de combustible y activa los gatos mecánicos incorporados en el vehículo. Una vez que está en posición, otro mecánico conecta rápidamente el inyector de combustible en su lugar, rellenando el depósito con una mezcla de etanol inyectado a presión. Simultáneamente, los cuatro técnicos de neumáticos retiran los neumáticos e instalan unos nuevos. Una vez se han concluido estas intervenciones, los cuatro técnicos de rueda utilizan medidores manuales para ajustar el ángulo del alerón delantero. Mientras tanto, se retira el manguito de ventilación, y el vehículo desciende sobre la pista, ya con neumáticos nuevos. El piloto, sin embargo, suele esperar hasta el momento en el que se concluye el repostaje para arrancar de nuevo el motor. El técnico del neumático delantero derecho –quien suele ser el jefe de personal en acción– le indica cuándo se ha concluido el reabastecimiento de combustible, y tras eliminar posibles restos de combustible con un pulverizador líquido a presión, hace una señal al piloto para indicarle que el vehículo puede reincorporarse a la carrera.
En condiciones normales, una parada rutinaria en boxes suele llevar de 6 a 10 segundos. Los equipos de IndyCar están autorizados a diseñar estrategias específicas para intervenciones técnicas durante la carrera.